# Meri Anglés
Meri Anglés (Barcelona, 1996) és una actriu catalana de televisió, cinema i teatre. Amb tan sols 22 anys va estrenar a l'agost de 2020, com a protagonista, la pel·lícula internacional Themesis.
Meri Anglés es va formar a l'escola d'interpretació Eòlia dirigida per Dagoll Dagom. Allí es va matricular en arts escèniques. Va començar la seva carrera fent petits papers en pel·lícules i curtmetratges. Va saltar a la pantalla gran per la seva interpretació d'Elfa en el llargmetratge Nadal a les seves Mans, dirigit per Joaquín Mazon i protagonitzat per Santiago Segura. El 13 de setembre de 2019 es va estrenar Dolorosa Gioia, dirigida per Gonzalo López, on interpreta Leonora. Ha participat en projectes internacionals de teatre com La Casa de Bernarda Alba. En 2021 va rodar Génesis amb el director de cinema Rubén Sánchez.

## Filmografia
| Cine i televisió | Cine i televisió            | Cine i televisió |
| Any              | Títol                       | Personatge       |
| ---------------- | --------------------------- | ---------------- |
| 2019             | Dolorosa Gioia              | Leonora D’Este   |
| 2019             | Souls                       | Clara            |
| 2020             | Themesis                    | Marta            |
| 2020             | Pioneras (serie documental) | Prostituta       |
| 2020             | Génesis                     | Anne             |
| 2023             | La navidad en sus manos     | Elfa             |
| 2024             | A tu vera                   | Paula            |